# コンツェルトシュテュック (メンデルスゾーン)
クラリネットとバセットホルンのためのコンツェルトシュテュック（Konzertstück für Klarinette und Bassetthorn）は、フェリックス・メンデルスゾーンが作曲した室内楽曲あるいは協奏的作品。「協奏的小品」「演奏会用小品」と表記される場合もある。第1番（ヘ短調、作品113）と第2番（ニ短調、作品114）の2曲よりなる。

## 概要
1832年年末から1833年年頭にかけて、ハインリヒ・ヨーゼフ・ベールマンとその息子カール・ベールマンのために2曲が作曲された。作曲時期は交響曲「イタリア」などと同時期だが、作曲者の死後に出版されたため遅い作品番号が付けられている。
2曲とも当初クラリネット、バセットホルン、ピアノという編成で作曲されたが、双方に管弦楽伴奏版が存在するため、協奏曲形式で演奏されることもある。また現在、バセットホルンはあまり普及していないため、独奏部を2本のクラリネットなどに編曲して演奏されることも多い。ヨスト・ミヒャエルスやトリオ・ディ・クラローネなどによる編曲が出版されている。

## 第1番
1832年12月30日、サンクトペテルブルクへの演奏旅行の途中でベルリンに滞在していたベールマン親子に依頼され、二人のために書かれた。料理上手だったベールマン親子が若き作曲家に振る舞う皿の準備に取りかかっていた時、隣の部屋でメンデルスゾーンが筆を進めたものと伝えられている。初演は1833年1月5日にベルリンで行われ、続けて1月6日に管弦楽伴奏版が編まれた。

### 編成
(管弦楽版)
独奏クラリネット、独奏バセットホルン、フルート2、オーボエ2、ファゴット2、ホルン2、トランペット2、ティンパニ、弦五部

### 楽曲構成
単一楽章だが、全3部に分けることができ、古典的な協奏曲の3楽章構成が凝縮されている("Konzertstück"は「小協奏曲」とも解釈できる)。演奏時間は約8分半。
第1部 Allegro con fuoco ヘ短調、4/4拍子
両独奏の小カデンツァで始まるアレグロ。メンデルスゾーンがイギリス滞在中に聴いた、フランツ・コツワラ (en)による当時の有名曲「プラハの戦い」の旋律が引用されており、メンデルスゾーンは当初それを愛称にしていた。
第2部 Andante 変イ長調、9/8拍子
スタッカートの伴奏の上で独奏の二重奏が旋律を歌う。
第3部 Presto ヘ長調、6/8拍子
技巧的で快活なロンド。

## 第2番
1833年1月19日、第1番の出来に満足したハインリヒ・ヨーゼフ・ベールマンとその息子カール・ベールマンに依頼され、二人のために書かれた。
作曲後すぐ、ケーニヒスベルクに滞在していたベールマン親子のもとに送られた。同封された手紙には、下に示すようなユーモアに溢れた解説が付されている。管弦楽伴奏版の成立は不明だが、カール・ベールマンが管弦楽配置を行ったと考えられている。

### 編成
(管弦楽版)
独奏クラリネット、独奏バセットホルン、フルート2、オーボエ2、ファゴット2、ホルン2、弦五部

### 楽曲構成
単一楽章だが、全3部に分けることができる。演奏時間は約9分。
第1部 Presto ニ短調、2/2拍子
管弦楽版では4小節の前奏が追加されている。独奏のユニゾンに始まり、二人の小カデンツァを挟んでテンポを速めて結ばれる。「あなたの主題を基にしています。あなたがシュテルン氏("Herr Stern")の全財産をカード遊びで巻き上げ、烈火の如く怒らせたところを想像してみました」とメンデルスゾーンは説明した。
第2部 Andante ヘ長調、6/8拍子
バセットホルンのアルペジオの上でクラリネットが美しい旋律を歌う。やはり作曲者によると「先日のディナーの思い出。クラリネットは料理を待ちわびる私。バセットホルンはのたうち回る胃袋です」という。
第3部 Allegro grazioso ヘ長調、2/4拍子
快活なロンド。三度のユニゾンが多用され、1番のものより落ち着いた色調を持つ。「演奏旅行で訪れるロシアの気温に合わせて、わざと"冷たく"書きました」という。